# Parigi proibita
Parigi proibita (Du mouron pour les petits oiseaux) è un film del 1962 diretto da Marcel Carné, tratto da un romanzo di Albert Simonin.

## Distribuzione
La prima del film avvenne il 15 febbraio 1963.

## Critica
Per il Dizionario Morandini è «un film su commissione, la tappa più bassa nel declino di Carné: poco divertente, gratuito, volgare e misogino».